# William Peterkin
William Peterkin (ur. 31 grudnia 1857 w Edynburgu, zm. 22 marca 1945 w High Wycombe) – szkocki rugbysta, reprezentant kraju.
W latach 1881–1885 rozegrał osiem spotkań dla szkockiej reprezentacji zdobywając dwa przyłożenia, które wówczas nie miały jednak wartości punktowej.